# Прорив (фільм, 1986)
«Прорив» (рос. «Прорыв») — радянський художній фільм-катастрофа 1986 року, знятий на кіностудії «Ленфільм».
Фільм розповідає про велику аварію, яка сталася при будівництві Ленінградського метрополітену. Пливун затоплює підземні тунелі, що загрожує втратою метро та обвалами будинків на поверхні. Група робітників та інженерів шукає як завадити лиху. Фільм має псевдодокументальні чорно-білі вставки.

## Сюжет
В Ленінграді завершується будівництво нової гілки метро. Начальник Ленметрострою Полуектов доповідає журналістам про готовність до відкриття невдовзі нової станції. Коли Полуектов повертається додому, до нього приїжджає дочка з двома дітьми й розповідає, що пішла від чоловіка — Мартинова. Батько лишає їх у себе та обіцяє поговорити з чоловіком, який працює на будівництві метро. Тим часом бригадир Осьморкін зауважує, що на березі Неви з'явилося багато щурів, які тікають з-під землі.
Під час проходки із замороженого ґрунту починає прориватися пливун зі старого русла Неви. Робітники марно намагаються виправити становище. Усвідомивши, що не можуть протистояти стихії, вони біжать до гермозатвору, на шляху від них відстає бригадир Осьмьоркин. За наказом начальника шахти Мартинова двоє робітників починають пошуки свого бригадира, але не знаходять його. До цього часу тунель заповнився наполовину. Між тим будівлі на поверхні починають тріскатися, міліція оточує аварійні ділянки. Біля майбутньої станції метро просідає під землю морозильна станція. Полуектов дізнається що сталося й підозрює, що ці події пов'язані з підземними роботами.
Мартинов наказує підлеглим не повертатися без бригадира. Він і прохідник Вязігін вирушають на надувному човні шукати зниклого колегу. Їм вдається знайти Осьмьоркина, котрий зачепився за стіну, коли той ледве не тоне. Повернувшись до гермозатвору, робітники закривають його, але пливун проривається попри заклепки і спричиняє коротке замикання, лишивши тунель без освітлення. Робітник Костромін поспішає на розташовану неподалік криту ковзанку попередити про небезпеку.
Полуектов наказує покинути тунель, вказуючи на те, що затвор не витримає. Керівництвом Ленметрострою приймається рішення про евакуацію населення з району катастрофи, яка проводиться із залученням військових. На нараді Полуектов за рекомендацією інженера Костирі приймає рішення про будівництво бетонної перемички і затоплення тунелю, щоб врівноважити дію пливуна. Тим часом, у міру того як витікає пливун, в ґрунті утворюються порожнечі і руйнуються будівлі на поверхні, вибухає газопровід. Мартинов доводить Полуектову, що однієї перемички буде недостатньо, і начальник Ленметрострою дає йому дві години на будівництво другої. Полуектов сперечається з Мартиновим про доцільність цього плану та погоджується на пропозицію колег заморозити пливун рідким азотом.
Через просідання ґрунту доводиться евакуювати лікарню, що стає підставою для чуток про численні жертви. Доводиться припинити роботу пекарень, Ленінград лишається без свіжого хліба. Полуектов з Мартиновим і своїм заступником вирішують украсти хліб з магазину, що опинився в поруйнованій зоні. Невдовзі Полуектову доповідають, що пливун більше не поширюється. За висновком комісії, катастрофа сталася цілком через природні процеси.

## У ролях
- Олег Борисов —  начальник Ленметрострою Борис Савелійович Полуектов
- Андрій Ростоцький —  начальник шахти Дмитро Миколайович Мартинов
- Юрій Демич —  заст. начальника Ленметрострою Владислав Миколайович Юрасов
- Михайло Данилов —  головний інженер Ленметрострою Марчук
- Олександр Суснін —  бригадир прохідників Гнат Микитович Осьмьоркин («Дід»)
- Юрій Кузнецов —  прохідник Геша Вязігін
- Андрій Краско —  прохідники Олександр і Броніслав Костроміни
- Володимир Баранов —  прохідник Шерстобітов
- Валерій Кравченко —  Морозов, машиніст шахтного електровозу
- Наталія Акімова —  дружина Мартинова (дочка Б. С. Полуектова)
- Юрій Соловйов —  інженер Костиря
- Іван Агафонов —  товариш Сєров, з обкому партії
- Віктор Михайлов —  завгосп зоопарку Золотарьов
- Сергій Лосєв —  директор хлібозаводу

## Знімальна група
- Автор сценарію: Альбіна Шульгіна
- Режисер: Дмитро Свєтозаров
- Оператор: Сергій Астахов
- Художник: Михайло Суздаль
- Композитори: Андрій Макаревич, Олександр Зайцев, Олександр Кутіков
  - Музику виконує група «Машина часу»
  - Запис музики: Віктор Бабушкін
- Звукооператор: Леонід Шумячер
- Монтаж: Ельдар Шахвердієв